# カイア・カネピ
カイア・カネピ（Kaia Kanepi, 1985年6月10日 - ）は、エストニア・ハープサル出身の女子プロテニス選手。4大大会女子シングルスで7度ベスト8に入り、当地のテニス選手として最高成績を出した選手である。これまでにWTAツアーでシングルス4勝を挙げている。自己最高ランキングはシングルス15位、ダブルス106位。身長181cm、体重74kg。右利き、バックハンド・ストロークは両手打ち。

## 来歴
1991年にバルト三国がソビエト連邦から独立し、それに伴ってソビエト連邦の崩壊が起きた時、カネピはまだ6歳であった。それから2年後、カネピは8歳で家族とともにテニスを始め、2000年からプロテニス選手になった。プロ転向後、カネピは直ちに女子テニス国別対抗戦・フェドカップのエストニア代表選手に選ばれた。彼女は2002年の全豪オープンから4大大会の予選会に挑戦を始めたが、なかなか本戦出場に手が届かない時期が長かった。（予選会は、3試合を勝ち抜かないと本戦出場権を得られない。）その間、カネピは2004年アテネ五輪にエストニア代表選手として出場したが、シングルス・ダブルスとも1回戦敗退に終わっている。
21歳を迎えた2006年から、カイア・カネピは女子ツアー大会で成績を伸ばし始める。2006年全仏オープン以後、彼女は4大大会本戦に直接出場する力をつけた。全米オープンで初めて3回戦に勝ち進み、ビルジニ・ラザノに 5-7, 2-6 で敗れる。11月第1週のベルギー・ハッセルト大会で、カネピは予選から勝ち上がり、初めて女子ツアー大会の決勝に進出した。決勝では第1シードのキム・クライシュテルスとフルセットを戦い、3-6, 6-3, 4-6 で敗れて準優勝になった。
2007年全豪オープンでは、カネピは1回戦で第28シードのフラビア・ペンネッタを破ったが、続く2回戦で地元オーストラリアのアリシア・モリクに敗れた。それからしばらく4大大会で好成績がなく、シングルス1・2回戦止まりが続いていた。2008年全仏オープンにおいて、カネピはエストニアのテニス選手として史上最高成績を出した。2回戦で第6シードのアンナ・チャクベタゼを 6-4, 7-6 で破ると、続く3回戦・4回戦も勝ち進み、史上初のベスト8進出を成し遂げた。準々決勝では第4シードのスベトラーナ・クズネツォワに 5-7, 2-6 で敗れる。それから、彼女は北京五輪で2度目のオリンピックに出場し、シングルス3回戦で地元選手の李娜に 6-4, 2-6, 0-6 の逆転で敗れた。同年秋のジャパン・オープンで来日し、2年ぶり2度目の女子ツアー決勝戦まで勝ち進んだが、決勝で第1シードのキャロライン・ウォズニアッキに 2-6, 6-3, 1-6 で敗れ、準優勝に終わった。
2009年の全豪オープンで、カネピはエストニアの選手として史上初の4大大会シード選手入りを果たした。第25シードに選ばれた彼女は、1回戦で13年ぶりの4大大会本戦復帰を果たしたクルム伊達公子に 6-4, 4-6, 8-6 と苦戦した後、3回戦で第3シードのディナラ・サフィナに 2-6, 2-6 で敗れた。
2010年7月、カネピはイタリア・パレルモ大会でフラビア・ペンネッタに 6–4, 6–3 で勝利し、ツアー初優勝を果たした。ウィンブルドンでは予選から勝ち上がり1回戦で全仏準優勝者のサマンサ・ストーサーを 6-4, 6-4 で破るなど快進撃を続け、 ベスト8に進出する。準々決勝ではペトラ・クビトバに 6-4, 6-7, 6-8 で逆転負けを喫した。全米オープンでは第31シードとなり、3回戦で第4シードエレナ・ヤンコビッチ、4回戦で第15シードヤニナ・ウィックマイヤーを破り、ウィンブルドンに続いてベスト8に進出。準々決勝ではベラ・ズボナレワに 3-6, 5-7 で敗れた。
2011年9月の東レ パン・パシフィック・オープン・テニストーナメントでは3回戦で世界ランキング1位のキャロライン・ウォズニアッキに 7-5, 1-6, 6-4 で勝利した。カネピが世界1位の選手に勝利したのは初めてであった。10月のクレムリン・カップではツアー4度目の決勝に進出したが、ドミニカ・チブルコバに 6–3, 6–7(1), 5–7 で敗れた。
2012年の開幕戦ブリスベン国際ではノーシードから決勝に進出し、ダニエラ・ハンチュコバに 6–2, 6–1 で快勝しツアー2勝目を挙げた。5月のエストリル大会では決勝でカルラ・スアレス・ナバロを 3–6, 7–6(8–6),6–4 で破りツアー3勝目を挙げた。全仏オープンでは4年ぶりのベスト8に進出したが、足の怪我によりウィンブルドンとロンドン五輪、全米オープンを欠場した。4か月ぶりに復帰したソウル大会では決勝に進出したがキャロライン・ウォズニアッキに 1–6, 0–6 で完敗した。
2013年5月のブリュッセル・オープンでは決勝で彭帥を 6–2, 7–5 で破り1年ぶりのツアー4勝目を挙げた。ウィンブルドンでは3年ぶりにベスト8に進出した。準々決勝でザビーネ・リシキに 3-6, 3-6 で敗れた。
2016年以降は故障に悩まされるようになりランキングを下げてしまったが、2017年全米オープンでは予選から勝ち上がりベスト8に進出した。準々決勝ではマディソン・キーズに 3–6, 3–6 で敗れ4大大会初のベスト4進出はならなかった。

## WTAツアー決勝進出結果

### シングルス: 8回 (4勝4敗)
| 大会グレード          | 大会グレード                 |
| 2008年以前            | 2009年以後                   |
| --------------------- | ---------------------------- |
| グランドスラム (0–0)  |                              |
| WTAファイナルズ (0–0) |                              |
| ティア I (0–0)        | プレミア・マンダトリー (0-0) |
| ティア I (0–0)        | プレミア5 (0-0)              |
| ティア II (0–0)       | プレミア (2–1)               |
| ティア III (0–2)      | インターナショナル (2–1)     |
| ティア IV ＆ V (0–0)  | インターナショナル (2–1)     |

| 結果   | No. | 決勝日         | 大会         | サーフェス    | 対戦相手                     | スコア           |
| ------ | --- | -------------- | ------------ | ------------- | ---------------------------- | ---------------- |
| 準優勝 | 1.  | 2006年11月5日  | ハッセルト   | ハード        | キム・クライシュテルス       | 3–6, 6–3, 4–6    |
| 準優勝 | 2.  | 2008年10月5日  | 東京         | ハード        | キャロライン・ウォズニアッキ | 2–6, 6–3, 1–6    |
| 優勝   | 1.  | 2010年7月18日  | パレルモ     | クレー        | フラビア・ペンネッタ         | 6–4, 6–3         |
| 準優勝 | 3.  | 2011年10月23日 | モスクワ     | ハード (室内) | ドミニカ・チブルコバ         | 6–3, 6–7(1), 5–7 |
| 優勝   | 2.  | 2012年1月7日   | ブリスベン   | ハード        | ダニエラ・ハンチュコバ       | 6–2, 6–1         |
| 優勝   | 3.  | 2012年5月5日   | エストリル   | クレー        | カルラ・スアレス・ナバロ     | 3–6, 7–6(6), 6–4 |
| 準優勝 | 4.  | 2012年9月23日  | ソウル       | ハード        | キャロライン・ウォズニアッキ | 1–6, 0–6         |
| 優勝   | 4.  | 2013年5月25日  | ブリュッセル | クレー        | 彭帥                         | 6–2, 7–5         |

### ダブルス: 1回 (0勝1敗)
| 結果   | No. | 決勝日        | 大会           | サーフェス    | パートナー             | 対戦相手                | スコア           |
| ------ | --- | ------------- | -------------- | ------------- | ---------------------- | ----------------------- | ---------------- |
| 準優勝 | 1.  | 2012年4月15日 | コペンハーゲン | ハード (室内) | ソフィア・アルビドソン | クルム伊達公子 藤原里華 | 2–6, 6–4, [5–10] |

## 4大大会シングルス成績
略語の説明
| W | F | SF | QF | #R | RR | Q# | LQ | A | Z# | PO | G | S | B | NMS | P | NH |

W=優勝, F=準優勝, SF=ベスト4, QF=ベスト8, #R=#回戦敗退, RR=ラウンドロビン敗退, Q#=予選#回戦敗退, LQ=予選敗退, A=大会不参加, Z#=デビスカップ/BJKカップ地域ゾーン, PO=デビスカップ/BJKカッププレーオフ, G=オリンピック金メダル, S=オリンピック銀メダル, B=オリンピック銅メダル, NMS=マスターズシリーズから降格, P=開催延期, NH=開催なし.
| 大会           | 2002 | 2003 | 2004 | 2005 | 2006 | 2007 | 2008 | 2009 | 2010 | 2011 | 2012 | 2013 | 2014 | 2015 | 2016 | 2017 | 2018 | 2019 | 通算成績 |
| -------------- | ---- | ---- | ---- | ---- | ---- | ---- | ---- | ---- | ---- | ---- | ---- | ---- | ---- | ---- | ---- | ---- | ---- | ---- | -------- |
| 全豪オープン   | LQ   | A    | LQ   | A    | LQ   | 2R   | 1R   | 3R   | 2R   | 2R   | 2R   | A    | 1R   | 1R   | A    | A    | 3R   | 1R   | 8–10     |
| 全仏オープン   | A    | A    | LQ   | A    | 2R   | 1R   | QF   | 1R   | 2R   | 3R   | QF   | 2R   | 1R   | 1R   | LQ   | A    | 1R   | 4R   | 16–12    |
| ウィンブルドン | A    | A    | A    | A    | 1R   | 2R   | 1R   | 1R   | QF   | 1R   | A    | QF   | 2R   | 1R   | A    | LQ   | 1R   | 2R   | 11–11    |
| 全米オープン   | LQ   | LQ   | A    | LQ   | 3R   | 1R   | 2R   | 1R   | QF   | 2R   | A    | 3R   | 4R   | 2R   | A    | QF   | 4R   | 2R   | 22–12    |